# John Wayne Gacy
John Wayne Gacy, Jr. (17. března 1942, Chicago – 10. května 1994, Crest Hill, Illinois) byl americký sériový vrah, podnikatel a politický aktivista, známý také jako „Klaun zabiják“, který v letech 1972–1978 znásilnil a zabil 33 mladých chlapců.
29 obětí bylo pohřbeno v jeho sklepě a zbylé čtyři oběti byly vhozeny do řeky poté, co Gacy plně využil prostor pod podlahou sklepa, kam své oběti pohřbíval. Sám přirovnal toto místo ke hřbitovu.

## Životopis

### Mládí
John Wayne Gacy se narodil v Chicagu, Illinois, jako jediný syn a druhé ze tří dětí narozených strojníkovi Johnu Gacymu Samuelovi (1900–1969) a Marion Elaineové (1908–1989). Chlapec byl polského a dánského původu. Měl sestry, starší Joanne a mladší Karen.
V dětství byl poměrně otylý a nebyl sportovní typ. Miloval své sestry a matku, zato měl chladné vztahy s otcem. Ten, coby notorický alkoholik, byl hrubý na svou ženu a děti často bil. Malého Johna často označoval jako „slabocha“ a „maminčina mazánka“ a dokonce mu řekl, že z něho roste „buzerant“.
| „                                                    | Táta mi vždy říkal, že jsem hloupý a že ničeho nedosáhnu, takže když jsem se do něčeho dal, dělal jsem to na 100 procent. Umínil jsem si, že budu vykonávat pořádně každou práci. | “ |
| — John Wanye Gacy u výslechu probíral vztahy s otcem | |   |

V dětství byl mladý John zneužíván rodinným přítelem. Bál se však svěřit otci. Když bylo Johnovi 11 let, utrpěl úraz hlavy poté, co spadl z houpačky. Poranění v jeho mozku vytvořilo krevní sraženinu, která zůstala bez povšimnutí až do jeho 16 let, kdy začal mít výpadky paměti. Jeho despotický otec to považoval za simulaci ve snaze vyhnout se školním povinnostem.
V dospělosti byl poměrně oblíbený: pracoval jako poslíček s novinami, nebo vyjížděl k požárům či nehodám a pomáhal policistům a hasičům. Pracoval také ve prospěch místního kostela a vozil lidi na nedělní bohoslužby. To vše dělal pro svého otce, kterému to stejně bylo málo.
V roce 1962, po hádce se svým otcem, odešel Gacy z domova a přestěhoval se do Las Vegas, kde pracoval v márnici po dobu tří měsíců, poté se vrátil do Chicaga. Absolvoval obchodní akademii.
V roce 1964 odešel do Springfieldu, kde pracoval jako prodavač. Tam se setkal s Marlynn Myersovou, se kterou se tentýž rok oženil.

### Přesun do Iowy a zneužívání mladistvých
Novomanželé se brzy odstěhovali do Waterloo v Iowě. Po lukrativní nabídce od otce Gacyho ženy byl J. W. Gacy jmenován manažerem tří KFC restaurací. V organizaci Jaycees byl dokonce vyznamenán Mužem roku. Roku 1967 zplodil syna, následovaný dcerou v roce 1969. V té době se špitalo, že měl intimní styky s mladými zaměstnanci.
Roku 1968 byl Gacy zatčen a obviněn ze zneužívání mladistvého Donalda Voorheesa. Sám Gacy se poté přiznal, že měl zneužít ještě dva mladíky a dívat se s nimi na porno filmy. Nakonec byl odsouzen na 10 let vězení. Ještě téhož dne podala Marlynn Gacyová žádost o rozvod. Gacy už svou ženu ani děti nikdy neviděl.
Ve vězení se Gacy opět proměnil ve vzorného, pracovitého a aktivního člověka. Zdárně absolvoval zkoušky k získání diplomu na střední škole, vystudoval obor psychologie, pracoval ve vězeňské kuchyni a navíc podal návrh na zbudování minigolfu pro vězně.
Dne 25. července 1969 zemřel Gacyho otec. Navzdory jeho tyranii v dětství se Gacy rozplakal a požádal o propuštění, aby mohl otci na pohřeb. Žádost byla zamítnuta.

### Podnikatel a další úspěchy
Gacy byl po celý život pracovitým člověkem a na rozdíl od většiny jiných sériových vrahů to „dotáhl“ poměrně daleko (podobně jako John Brennan Crutchley). Zatímco Crutchley se v přibližně stejném roce stal magistrem na George Washington University, Gacy se roku 1971, kdy byl podmínečně propuštěn za dobré chování, přesunul do Chicaga a založil firmu PDM (Painting, Decorating and Maintenance – Malování, Zdobení a Údržba), která prosperovala a která měla za úkol písmomalířství, lití betonu a další dekorační práce. Její roční obrat činil zhruba 200 tisíc dolarů.
Roku 1972 se seznámil s Carole Hoffovou, kterou si tentýž rok v červenci vzal. Carole vnímala Gacyho jako velmi příjemnou a chápající osobu, neboť také ona byla rozvedená. Carol měla dvě malé děti z předchozího manželství a prohlásila, že se k nim John choval velice přívětivě. Rovněž akceptovala skutečnost, že je, jak se jí přiznal, bisexuál a že míval sex se svými zaměstnanci.
Jejich krize však počala v roce 1975, kdy ji oznámil, ať nepočítá s dalším sexem. Krize se prohloubila ještě více, když před ní Gacy otevřeně komentoval „chlapcův pevný zadek“. Dne 2. března 1976 se oba manželé po vzájemné dohodě rozvedli.
Zato jeho prestiž nebrala konce. V roce 1975 vstoupil do demokratické strany a zřejmě si byl vědom svého polského původu, protože byl jmenován ředitelem roční Chicagské Polish Constitucion Day Parade – každoroční události, jejímž vedoucím byl do svého zatčení roku 1978.
Gacy si přivydělával i tím, že chodil na večírky či do nemocnic pobavit děti v převleku za klauna. Tohle dělal moc rád, dokonce vymyslel dvě různé postavy klaunů, jeden se jmenoval Pogo a druhý Patches. „Pogo byl ten šťastný,“ vysvětloval později, „zatímco Patches byl poněkud vážnější klaun“.
Gacyho vůbec největší úspěch bylo setkání s tehdejší první dámou Rosalynn Carterovou z roku 1978. Vznikly dvě notoricky známé fotografie Gacyho a první dámy. Tyto fotografie byly po Gacyho odhalení zkritizovány policií a FBI.

### Vraždy
Dne 2. ledna 1972 neměl Gacy co na práci. Jezdil svým autem po ulicích Chicaga, když na autobusové zastávce potkal 18letého Tima McCoye. Gacy na něho vzpomínal jako na „chlapce z autobusu“. Ten prý cestoval z Michiganu do Omahy. Gacy se McCoye zeptal, zdali nechce strávit noc v jeho bytě, a chlapec souhlasil. Oba v domě popíjeli a užili si spolu sex.
Poté měli oba usnout a druhý den se měl McCoy probudit a jít do kuchyně, kde vzal nůž a šel ke spícímu Gacymu. Ten se probudil a rychle vyskočil z postele. Měla následovat drobná šarvátka, při které byl Gacy pobodán (na důkaz ukázal Gacy při výslechu jizvu na paži). Pak měl chlapci vytrhnout nůž z ruky a bodnout ho do hrudi, což ho mělo zabít.
Gacy se přiznal, že ho jeho smrt vzrušila. Tělo poté vzal do sklepa a pohřbil v podlaze.
O tři roky později, 29. července 1975, zmizel 17letý Gacyho zaměstnanec John Butkovitch. Gacy jeho zmizení odůvodnil tak, že mu vypršel nájem a odstěhoval se za sestrami do státu Arkansas. Ve skutečnosti byl Butkovitch unesen Gacym, znásilněn a mučen, nakonec uškrcen. Jeho tělo pak pohřbil vedle těla McCoye.
Když se 2. března 1976 Gacy rozvedl s manželkou, padly jeho poslední zábrany. Zpočátku si své oběti začal vybírat mezi svými zaměstnanci (Godzik, Szyc), nakonec si je začal vybírat náhodně.
Oběti lákal pod záminkou společnosti. Když vstoupily do jeho bytu, omámil je Gacy chloroformem, svázal, znásilňoval, mučil a nakonec uškrtil, a to buď provazem nebo látkou.

### Přeživší
Z 33 obětí přežily jen dvě, a to Robert Donnelly a Jeffrey Rignall. Oba muži se při procesu stali korunními svědky.
Robert Donnelly: Dne 31. prosince 1977 byl tento 19letý vysokoškolský student zastaven při cestě na autobus černým automobilem. Jeho řidič, (kterým byl samozřejmě Gacy) na něho zamířil pistolí a nutil ho nastoupit.
U sebe doma ho pak omámil a mučil, také měli hrát ruskou ruletu (náboj byl slepý), a dívat se na homosexuální filmy, během kterých měl být Donnely opakovaně znásilněn. Gacy poté svého zajatce propustil se slovy: „Jestli půjdeš k policajtům, najdu si tě.“ Donnelly na policii šel, ale vyšetřovatel věc odložil, protože se prý jednalo o tvrzení proti tvrzení.
Jeffrey Rignall: Tento 26letý muž se v březnu 1978 vrátil z dovolené na Floridě a měl namířeno do gay baru. Zastavil před ním černý vůz a jeho řidič Rignalla pozval do vozu na vykouření jointa.
Po pěti minutách přiložil ke kouřícímu Rignallovi hadr napuštěný chloroformem. Odvezl ho domů, kde ho znásilňoval a mučil. Nad ránem pak jeho tělo odnesl do parku k pomníku Alexandera Hamiltona, kde ho nechal ležet.
Rignall se rozhodl Gacyho žalovat, ten však vyvázl jen s pokutou 3 000 dolarů, a mohl tak směle vraždit dál.

### Zatčení
Dne 13. prosince 1978 se ztratil 15letý chlapec Robert Piest. Ten po sobě zanechal vzkaz, že „jde na schůzku s podnikatelem Johnem Gacym, který mu prý dá novou práci, a že se vrátí brzy“. Vzkaz nechal ležet v lékárně, kde pracoval jako brigádník.
Gacymu bylo zavoláno, jestli u něho chlapec není. Ten řekl, že s chlapcem vůbec nejednal, a zavěsil. Policisté se přesto rozhodli prověřit jeho totožnost v centrálním registru a zjistili, že Gacy byl jednou trestán za zneužívání mladistvého.
Ke Gacymu přijelo policejní auto a byla u něho provedena domovní prohlídka. Kromě osobních věcí byly nalezeny podezřelé předměty: prsten pro absolventa střední školy z roku 1975, řidičské průkazy cizích osob, pouta, oblečení moc malé pro Gacyho, stvrzenka z lékárny, kde Robert Piest pracoval, kazety s homosexuálními filmy a několik dalších věcí.
Nakonec začali kopat ve sklepních prostorách a objevili asi třicítku lidských kostí a lidských ostatků. Gacy se na místě přiznal, že zabil 33 mladých mužů a chlapců. Někteří byli na sobě doslova nalepení.
Tělo Roberta Piesta však ve sklepě nalezeno nebylo. Gacy se přiznal, že jeho tělo hodil do řeky, protože ve sklepě již nebylo místo a údajně ho z pohřbívání bolela záda.
Dne 9. dubna 1979 bylo tělo Roberta Piesta objeveno na březích řeky Des Plaines: pitva zjistila, že v jeho hrdle byly stopy papíru.

### Soudní proces
Soudní proces s Gacym začal 6. února 1980. Gacy strávil více než 300 hodin s lékaři v Menardově nápravném ústavu, kde podstoupil řadu psychologických testů.
Gacy se pokoušel přesvědčit lékaře a porotu, že trpěl mnohočetnou poruchou osobnosti. Dokonce u soudu vtipkoval: „Nejsem vinen ničím horším, než že jsem provozoval bez povolení hřbitov“. Svou původní výpověď změnil a přiznal se k pěti vraždám: McCoye, Butkovitche, Godzika, Szyce a Piesta. Zbylé vraždy prý prováděli jeho zaměstnanci, zatímco on byl na služební cestě.
Přesto byl Gacy uznán vinným ze všech 33 vražd i příčetným a odsouzen k trestu smrti prostřednictvím smrtící injekce. Se svým právníkem začal pracovat na odvolání, až bylo datum popravy stanoveno na 10. května 1994.
Během pobytu ve vězení se Gacy naučil malovat. Oblíbeným tématem byli klauni. Celkem vytvořil asi 30 obrazů. Jeho obrazy se na aukcích prodávaly až za 20 000 dolarů.

### Poprava
Dne 10. května 1994 byl Gacy v Menardově nápravném ústavu v Crest Hill v Illinois popraven.
Když ulehl na lůžko a měl dostat smrtící injekci, personál musel vyměnit stříkačku, jedna z jehel totiž praskla. Gacy toho využil a pokusil se o útěk. Celá procedura tak trvala skoro 18 minut, přičemž obyčejná poprava smrtící injekcí trvá zhruba jen 4,5 minuty.
Někteří lidé oslavovali jeho smrt, jeho poslední chvíle počítali stejně, jako se odpočítávají poslední sekundy starého roku. Gacyho poslední slova byla: „Polibte mi prdel“.

## Oběti
Data úmrtí nejsou bezpečně jistá, jsou zde i data posledního spatření. Jedno z těl bylo identifikováno až 29. listopadu 2011:
| Jméno                    | Věk    | Datum úmrtí              | Poznámka                                                |
| ------------------------ | ------ | ------------------------ | ------------------------------------------------------- |
| Timothy Jack McCoy       | 16 let | 3. leden 1972            |                                                         |
| John Butkovich           | 18 let | 29. července 1975        | stopy látky na hrdle, Gacyho zaměstnanec                |
| Darrell Julius Samson    | 18 let | 6. dubna 1976            | stopy látky na hrdle                                    |
| Samuel G. Dodd Stapleton | 14 let | 14. května 1976          |                                                         |
| Randall Wayne Reffett    | 15 let | 14. května 1976          | stopy látky na hrdle                                    |
| Michael Lawrence Bonnin  | 17 let | 3. června 1976           | stopy po škrcení provazem                               |
| William Huey Carroll Jr. | 16 let | 13. června 1976          | stopy látky na hrdle                                    |
| James Byron Haakenson    | 16 let | 6. srpna 1976            | identifikován v červenci 2017                           |
| Rick Louis Johnston      | 17 let | 6. srpna 1976            |                                                         |
| Kenneth Ray Parker       | 16 let | 25. října 1976           |                                                         |
| Michael M. Marino        | 14 let | 25. října 1976           |                                                         |
| William George Bundy     | 19 let | 27. října 1976           | identifikován v listopadu 2011                          |
| Francis Wayne Alexander  | 21 let | 2. prosince 1976         | identifikován v roce 2021                               |
| Gregory John Godzik      | 17 let | 12. prosince 1976        |                                                         |
| John Alan Szyc           | 19 let | 20. ledna 1977           |                                                         |
| Jon Steven Prestidge     | 20 let | 15. března 1977          |                                                         |
| Matthew Walter Bowman    | 19 let | 3. července 1977         | stopy po škrcení provazem                               |
| Robert Edward Gilroy Jr. | 18 let | 15. září 1977            | stopy látky uvnitř hrdla                                |
| John Antheney Mowery     | 19 let | 25. září 1977            | stopy po škrcení provazem                               |
| Russell Lloyd Nelson     | 21 let | 17. října 1977           | stopy látky uvnitř hrdla                                |
| Robert David Winch       | 16 let | 10. listopadu 1977       | nalezen s provazem okolo krku                           |
| Tommy Joseph Boling Jr.  | 20 let | 18. listopadu 1977       | stopy po škrcení provazem, ženatý a otec tříletého syna |
| David Paul Talsma        | 19 let | 9. prosince 1977         | stopy po škrcení provazem                               |
| William Wayne Kindred    | 19 let | 16. února 1978           | stopy látky na krku                                     |
| Timothy David O'Rourke   | 20 let | 16. nebo 23. června 1978 |                                                         |
| Frank William Landingin  | 19 let | 4. listopadu 1978        |                                                         |
| James Mazzara            | 21 let | 24. listopadu 1978       | stopy látky v hrdle                                     |
| Robert Jerome Piest      | 15 let | 13. prosince 1978        | stopy papíru v hrdle                                    |

Bylo nalezeno i dalších pět těl. Ta však nebyla kvůli pokročilém stadiu rozkladu doposud identifikována. Všechna těla byla pohřbena do společného hrobu s nadpisem: Nikdy nebudeme zapomenuti.

## John Wayne Gacy v kultuře
O Gacym byly natočeny filmy:
- Chyťte vraha (anglicky To Catch a Killer) – televizní film USA/Kanady, v němž Brian Dennehy hrál Gacyho, byl natočen roku 1992 ještě za vrahova života.
- Gacy – byl natočen roku 2003, Gacyho zde hraje Mark Holton.
- Gacy House (též 8213 Gacy House) – video film z roku 2010, režie Anthony Frankhouser
- Dear Mr. Gacy – byl natočen roku 2010, William Forsythe zde hraje Gacyho. Film je inspirován knihou Poslední oběť od Jasona Mossa.
- v dokumentárním filmu Masoví vrazi, Hannibal Lecter – skutečné příběhy z roku 2001 jsou rozebírány motivy chování několika masových vrahů, mimo Teda Bundyho, Alberta Fishe, Jeffrey Dahmera a Andreje Čikatila, rovněž i Gacyho.

napsána kniha;
- Barry Boschelli napsal v roce 2010 novelu Johnny a Já: Pravdivý příběh Johna Wayna Gacyho.
- Literatura faktu – Zpověď sériových vrahů 2 (2005) od Christopher Berry-Dee.

a objevil se i v hudbě:
- Norská aggrotech kapela Combichrist jmenuje ve své písni „God Bless“ (česky „Bůh žehnej“) celou řadu sériových vrahů a teroristů, mezi nimi je i John Wayne Gacy.[7][8]
- Americký zpěvák Sufjan Stevens se jeho příběhu věnuje v písni „John Wayne Gacy Jr“.
- Rocková skupina, zhudebňující kriminální případy, SKYND, zhudebnila příběh písní John Wayne Gacy.